# Джунейт Аркън
Джунѐйт Аркъ̀н (на турски: Cüneyt Arkın) е артистичен псевдоним на популярния турски филмов актьор и кинорежисьор Фахретин Джуреклибатър (Fahrettin Cüreklibatır).

## Биография
Джунейт Аркън започва актьорската си кариера на 16-годишна възраст във филма „Kaderin Mahkumları“ през 1953 г. Освен като актьор има значителен принос като режисьор, сценарист и продуцент. До 2010 г. се е снимал в 322 филма. Режисьор е на 40, сценарист на 31 и продуцент на 10 филма. В България е познат от филма „Кьороглу“.

## Филмография
- Кьороглу (1968)
- Праведен Път (1971)

## Награди
Аркън е двукратен носител на наградата за най-добър актьор на турския филмов фестивал Златният портокал на Анталия през 1969 и 1976 г. През 1973 г. е носител на наградата за най-добър актьор на турския филмов фестивал Златният пашкул на Анталия.